# Linda Thompson (aktorka)
Linda Diane Thompson (ur. 23 maja 1950 w Memphis, w stanie Tennessee) – amerykańska aktorka, piosenkarka i autorka tekstów piosenek.
Linda Thompson w 1972 roku została wybrana Miss Tennessee. W lipcu tego samego roku poznała rozwiedzionego już Elvisa Presleya. Ich związek trwał do końca 1976 roku. 
W latach 1976–1982 grała w serialu telewizyjnym Hee Haw.
W 1981 roku wyszła za mąż za złotego medalistę olimpijskiego Bruce'a Jennera, z którym ma dwoje dzieci. Rozwiedli się w 1984 roku.
W 1991 roku poślubiła kompozytora Davida Fostera. Zaczęła pisać teksty do jego kompozycji. Jednym z nich są słowa do piosenki „No Explanation” z filmu Pretty Woman. W 1992 roku razem z mężem zostali nominowani do Nagrody Grammy za piosenkę „I Have Nothing” śpiewaną przez Whitney Houston w filmie The Bodyguard. 
Wspólnie z Fosterem napisała tekst oficjalnego hymnu olimpijskiego z 1996 roku. Piosenkę zatytułowaną „The Power of the Dream” wykonała Céline Dion.
W 2005 roku wystąpiła razem z Fosterem w reality show The Princes of Malibu.
Udziela się w fundacji David Foster Foundation Society.